# Rokkaku Takayori
Rokkaku Takayori (六角　高頼?   fallecido en 1520) fue un samurái japonés miembro del clan Rokkaku, quienes eran descendientes del clan Sasaki.
Takayori peleó durante la Guerra de Ōnin y en 1487 fue asediado en el Castillo Kannonji por el shōgun Ashikaga Yoshihisa. Debido a que Yoshihisa murió durante el asedio, su sucesor, Ashikaga Yoshitane continuó la lucha hasta que finalmente Takayori fue vencido en 1492.
A la muerte del emperador Go-Tsuchimikado, Takayori solventó los gastos del funeral, por lo que se le permitió utilizar el mon imperial.
Takayori murió en 1520.